# Snowbody Loves Me
«Snowbody Loves Me» (рус. Меня любит только снег; Снеговик, который меня любит; Немного любви и тепла; Забота на снежной местности; Мой любимый снеговик) — 132-й эпизод в серии короткометражек «Том и Джерри». Дата выпуска: 11 февраля 1964 года. Это 5 серия из 34 эпизодов Чака Джонса. Это одна из 23 серий, где побеждают и Том, и Джерри.

## Сюжет
Джерри идёт по снегу, дрожащий от холода, дует ветер. Внезапно в спину Джерри попадает снежок, от которого Джерри падает, а ветер закатывает его в снежок, который продолжает катиться и увеличиваться в размере. В результате снежок врезается в стенку. После чего Джерри выходит оттуда, но продолжает периодически кувыркаться, до тех пор, пока не врезается в стену. После чего мышонок замечает, что он лежит рядом с сырным магазином. Он смотрит через стекло внутрь и улыбается. Он стучит во все стенки, для того, чтобы ему открыли. Поднятый с тёплого места Том идёт открывать дверь, но мышонок проходит между его ног и Том ничего не замечая, выходит на улицу. Внезапно дверь закрывается и Том понимает, что ему нельзя попасть внутрь. Он замерзает и предпринимает всё возможное, чтобы согреться, но тщетно. Тогда Том, заглянув через стекло в дом, видит что Джерри внутри пытается раздуть камин, после чего он взбирается по водосточной трубе на крышу и прыгает в каминную трубу. Но в этот момент Джерри успевает раздуть огонь, после чего слышен крик Тома и звуки бьющегося о крышу кота. Том падает вместе с водосточной трубой в снег.
Джерри осматривает различные сыры внутри магазина. В результате мышонок устраивается внутри большого кружка сыра «Эмменталь» и от счастья исполняет йодль, поедая кусочек сыра. В то время, пока Джерри ходит туда-сюда внутри сыра, наслаждаясь своим счастьем, Том с помощью крючка поднимает засов на двери и проникает внутрь, сильно замёрзший. Единственной частью тела, оставшейся незамёрзшей остался хвост, с помощью которого Том и передвигается. После чего он оттаивает у камина. Затем он смотрит внутрь сыра, в котором отдыхает Джерри и пытается выдуть его оттуда с помощью кузнечных мехов. После нескольких безуспешных попыток Том решается заткнуть все дырки в сыре снаружи, а затем с помощью больших кузнечных мехов и наковальни, в качестве тяжёлого подвеса раздувает сыр до таких размеров, что он лопается. Все пробки и сырные части улетают в разные стороны, так что Тому приходится прижаться в угол, чтобы спастись от потока пробок. В результате взрыва у Джерри появляется некая «сырная балетная пачка», которая приводит Джерри к мысли — станцевать балет. Том с интересом наблюдает. После выступления Том хлопает Джерри, но в конце ладонями оглушает мышонка и выкидывает последнего на улицу.
Том возвращается в тёплое кресло и пытается уснуть, но не может из-за мук совести. Ему кажется, будто душа Джерри улетает, и будучи взволнованный, вскакивает и выходит на улицу. Он подбирает замёрзшего мышонка и укутывает его в шарф. После чего он поит посиневшего от холода мышонка столовой ложкой 180-пруф (360°) Шнапса. Джерри согревается на глазах, подпрыгивает высоко вверх, и сбивает куклы на полке. После чего он появляется сам, но уже в Швейцарском костюме. Обрадованный Том садится и играет на рояле, а Джерри пляшет перед ним.

## Музыка
Помимо оригинального саундтрека Юджина Поддани, была также использована музыка композитора Фредерика Шопена.
- Революционный этюд (Этюд до минор, опус 10 № 12) — Джерри идёт по заснеженному лесу. Заставка.
- Этюд, опус 25 №9 − Том пытается поймать Джерри.
- Прелюдия в до миноре, опус 28 №20 − Том достаёт наковальню.
- Большой блестящий вальс в ми-бемоль мажоре, опус 18 — Джерри танцует вальс.
- Скерцо №2 в си-бемоль миноре, опус 31 − Том оглушает Джерри и выбрасывает его на улицу.
- Фантазия-экспромт в до-диез миноре, опус 66 — Том избавляется от Джерри, после чего его мучает совесть.

## Перевод названия
Как и в случае со многими сериями «Тома и Джерри», название серии представляет собой игру слов, которой не всегда легко дать однозначный перевод. Оригинальное название серии «Snowbody Loves Me» является отсылкой к двум выражениям Nobody loves me — «никто не любит меня» и Somebody Loves Me — «меня кто-то любит». Слово Snowbody является неологизмом, но оно близко по смыслу к слову snowman — «снеговик».